# Solveig Gulbrandsen
Solveig Gulbrandsen (Oslo, 1981. január 12. –) olimpiai bajnok norvég női válogatott labdarúgó.

## Pályafutása

### A válogatottban
1998. június 17-én a Németország elleni győztes mérkőzésen mutatkozhatott be a címeres mezben. Olimpiai bajnoki címet szerzett a 2000-es játékokon és részt vett a 2008-as olimpiai tornán. Emellett négy Európa-bajnokságon és öt világbajnokságon szerepelt hazája színeiben. Góllal búcsúzott a válogatottól az Anglia elleni világbajnoki nyolcaddöntő mérkőzésén. Jelenleg a Vålerenga női csapatának edzői stábjában tevékenykedik.

## Sikerei

### Klubcsapatokban
Norvég bajnok (4):
- Kolbotn (3): 2002, 2005, 2006
- Stabæk (1): 2010

 Norvég kupagyőztes (1):
- Kolbotn (1): 2007

### A válogatottban
Norvégia
- Olimpiai aranyérmes (1): 2000
- Európa-bajnoki ezüstérmes (2): 2005, 2013
- Algarve-kupa ezüstérmes (3): 2000, 2002, 2004
- Algarve-kupa bronzérmes (3): 2003, 2008, 2013